# Poraniopsis inflata
Poraniopsis inflata is een zeester uit de familie Poraniidae.
De wetenschappelijke naam van de soort werd in 1906 gepubliceerd door Walter Kenrick Fisher.